# Důl Kolumbus
Důl Kolumbus v Záluží (před rokem 1919 důl Radecký, německy Kolumbusschacht resp. Radetzky-schacht, lidově Kolumbuska) byl hnědouhelný hlubinný důl otevřený roku 1893 v prostoru mezi Zálužím u Livínova, Horním Jiřetínem a Dolním Jiřetínem v mostecké pánvi. V roce 1966 z něho byla těžba převedena na důl Centrum v Dolním Jiřetíně.

## Dějiny dolu
Důl byl pod jménem důl Radecký založen Severočeskou uhelnou společností (Nordböhmische Kohlenwerk-Gesellschaft A.G.) v letech 1891–1893; roku 1919 byl přejmenován na důl Kolumbus. Těžní jáma dolu dosahovala hloubky 198 metrů. Na sklonku své existence byl důl postižen dvěma tragickými nehodami s neobvyklými příčinami – v roce 1959 výbuchem uhelného prachu vyvolaného explozí par transformátorového oleje zahřívajícího se motoru čerpadla, který usmrtil dva pracovníky, a v roce 1964 opět výbuchem uhelného prachu, tentokrát zažehnutého elektrickým obloukem ve stykačové skříni. Tomuto druhému neštěstí padlo za oběť šest životů. Roku 1966 byl důl spojovacím překopem propojen s dolem Centrum v Dolním Jiřetíně, na nějž byla převedena veškerá těžba z dolového pole Kolumbusu. Tím důl Kolumbus zanikl. Poslední jáma dolu, větrní Kolumbus III (hluboká 155 m), sloužící i dolu Centrum, byla zlikvidována a zasypána v roce 1998.